# Peter Kern (Bildhauer)
Peter Kern (* 7. März 1945 in Lomnitz) ist ein deutscher Bildhauer.

## Leben und Werk
Kern studierte von 1966 bis 1971 an der Hochschule für Bildende Künste Dresden Bildhauerei bei Walter Arnold und Gerd Jaeger. Seitdem arbeitet er in Berlin als freischaffender Künstler, bis 1990 als Mitglied des Verband Bildender Künstler der DDR. Kern war in der DDR mit Plastiken und Bildhauerzeichnungen an mehreren wichtigen überregionalen Ausstellungen und an Ausstellungen im Ausland beteiligt, u. a. 1977 bis 1988 in Dresden an der VIII. bis X. Kunstausstellung der DDR. 1981 gehörte er zu den zehn Preisträgern der V. Kleinplastik-Biennale Budapest.
Plastiken Kerns befinden sich im öffentlichen Raum, insbesondere in Berlin, und in öffentlichen Sammlungen, so im Bestand der Nationalgalerie und des Märkischen Museums Berlin.
Kern unternahm Studienreisen u. a. nach Belgien, Italien und in den Irak.

## Werke

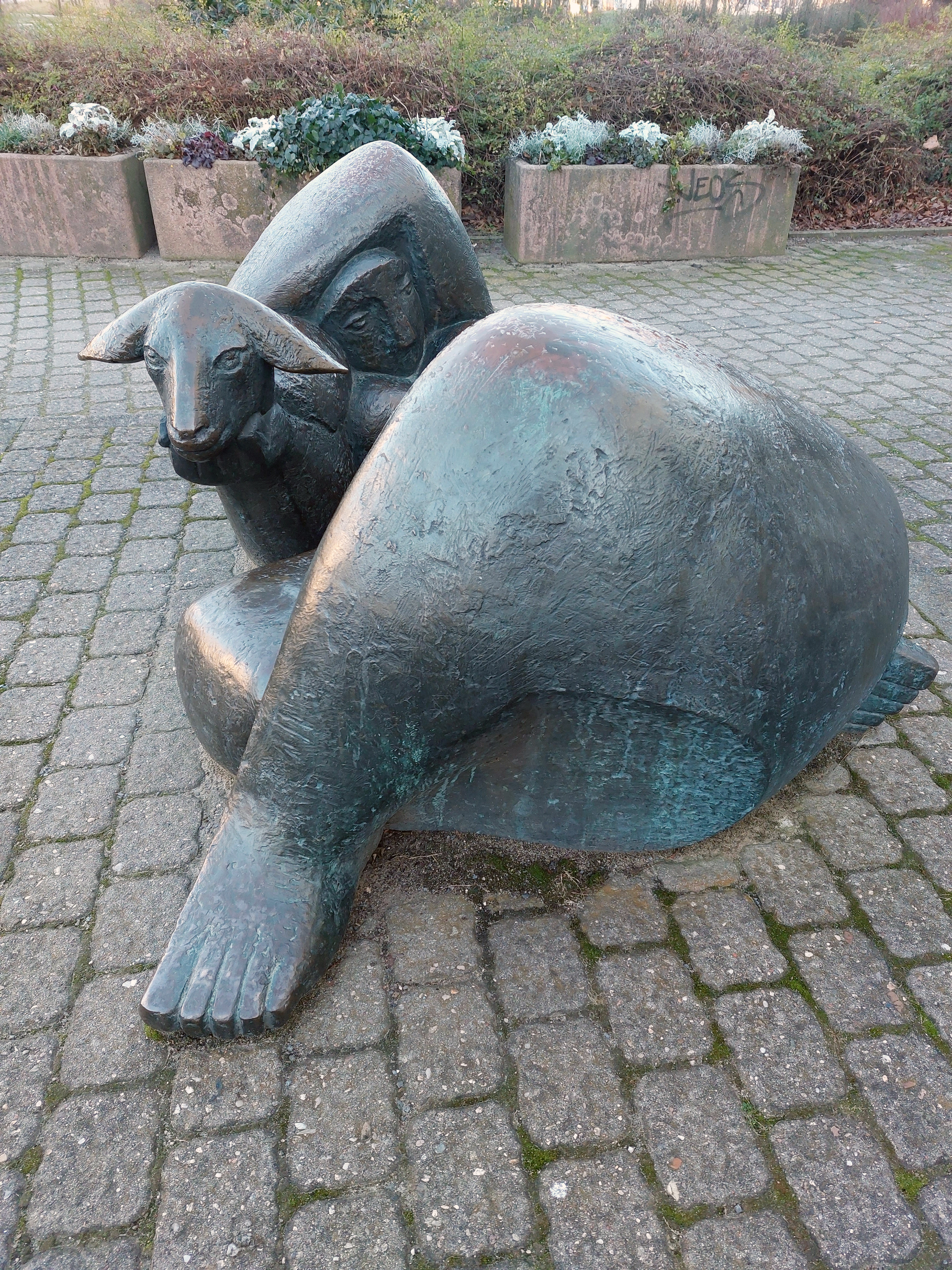
Skulptur Frau mit Lamm

### Skulpturen im öffentlichen Raum
- Begegnung (Ensemble von zwei Torsi, Sandstein, 1977/1980; Berlin, Volkspark Friedrichshain)[1]
- Ruhende (zweiteiliger Torso, Sandstein, 1981)[2]
- Bedrohte (Bronze, 1982; Berlin, Volkspark Friedrichshain)[3]
- Paar (Zweifigurengruppe, Torsi, Naturstein, 1988; seit 1999 Berlin-Marzahn, Bürgerpark Raoul-Wallenberg-Straße)[4]
- Frau mit Lamm (Bronze, 1988, Berlin, Warnitzer Straße 19)
- Sitzende (Bronze; Magdeburg, Fürstenwall)[5]

### Porträtplastiken
- Pablo Neruda (Porträtplastik; Berlin, Bezirkszentralbibliothek Friedrichshain-Kreuzberg)
- Hans Otto (Porträtplastik, 1989; Auftragsarbeit für die Gewerkschaft Kunst. Seit 2006 in Potsdam, Foyer des Hans-Otto-Theaters)

## Einzelausstellungen
- 1989: Berlin, Galerie am Prater

## Teilnahme an Symposien undPleinairs
- 1974: Reinhardtsdorf, Steinbildhauer-Symposium
- 1975 und 1981: Hoyerswerda, Internationale Bildhauersymposien
- 1985: Binz, Ostseepleinair